# Герб Слободского
Герб муниципального образования «Город Слободской» — опознавательно-правовой знак, составленный и употребляемый в соответствии с правилами геральдики, служащий символом городского округа «Город Слободской» Кировской области Российской Федерации.

## Описание герба
Описание герба:
В серебряном поле две скрещённые рыболовные верши из золотых прутьев на червлённом каркасе, перевитые червлённой лентой. В вольной части — герб Кировской области.

## Обоснование символики
Обоснование символики герба:
За основу герба города Слободского взят исторический герб уездного города Слободска Вятского наместничества, Высочайше утверждённый 28 мая 1781 года (по старому стилю).
Серебро (белый цвет) — символ совершенства, благородства, чистоты помыслов, мира.
Золото (жёлтый цвет) — символ богатства, постоянства, почета, уважения, интеллекта.
Червлень (красный цвет) — символ храбрости, мужества, неустрашимости, зрелости, энергии, жизнеспособности.

## История создания
- 14 февраля 2005 — герб города, основанный на историческом гербе 1781 года, утверждён решением Слободской городской Думы[1].
- Герб города Слободского включён в Государственный геральдический регистр Российской Федерации под № 1825[1].

## Использование на флаге
Флаг города Слободского утверждён 1 марта 2006 года и внесён в Государственный геральдический регистр Российской Федерации с присвоением регистрационного номера 2379.
Описание «Флаг города Слободского представляет собой прямоугольное белое полотнище с отношением ширины к длине 2:3, несущее посередине фигуры герба: две диагонально перекрещённые верши, изображённые жёлтым, оранжевым и красным цветом и перевязанные красной лентой».

## Исторические гербы

### Герб 1781 года
11 (22) сентября 1780 года именным указом императрицы Екатерины II было образовано Вятское наместничество с центром в городе Хлынове, переименованном в Вятку. В 1781 году правящий должность герольдмейстера, действительный статский советник А. А. Волков представил гербы городов наместничества на Высочайшее утверждение. Исторический герб Слободского был Высочайше утверждён 28 мая (8 июня) 1781 года императрицей Екатериной II вместе с другими гербами городов Вятского наместничества.

Описание герба гласило:
В верхней части щита герб Вятский, в нижней части в серебряном поле крестообразно положенные, сделанные для ловли рыб из прутья верши, каковыми орудиями тамо изобильно ловится всякого рода рыба.

### Герб Кёне
В 1859 году, в период геральдической реформы Кёне, был разработан проект нового герба уездного города Cлободского (Слободска) (официально не утверждён):
В серебряном поле 2 накрест положенные опрокинутые червленые верши, обвязанные золотой лентой. Щит увенчан серебряной башенной короной и окружен золотыми колосьями, соединенными Александровской лентой.

### Герб 1970 года
11 июля 1970 — исполнительный комитет Слободского городского Совета депутатов трудящихся постановлением № 112 утвердил изменённый герб Слободского, автором которого стал Василий Максимович Евлаков.

Этот герб может быть описан следующим образом:
Щит пересечён, нижняя часть рассечена. В первом серебряном поле золотая белка, во втором золотом поле чёрная рука, натягивающая черный лук, третье поле пересечено лазурью и серебром, на линии пересечения двойной шиповидный пояс переменных тинктур. В верхней, отсечённой, части щита надпись с названием города, выполненная стилизованно старинным начертанием букв.